# Bandola (náutica)
En náutica, la Bandola es la nueva armazón de arboladura y aparejo provisional que se forma por recurso con un mastelero u otra pieza equivalente, cuando se ha desarbolado de alguno de los palos principales. 
Esta maniobra se expresa por la frase Armar bandolas.

## Expresiones relacionadas
- Navegar en bandolas: navegar en esta disposición hasta llegar a un puerto en donde pueda repararse la avería.